# Sinagoga Sefardă din Fabric
Sinagoga Sefardă din Fabric, situată pe strada Ecaterina Teodoroiu nr. 6, este o fostă sinagogă, care servea comunitatea evreiască sefardă, actualmente biserică adventistă. 
Face parte din Situl urban „Fabric” (I), monument istoric cod LMI TM-II-s-B-06096. 

## Istorie
Deși anul exact al construcției sale nu este cunoscut, este construită în stil clasicist, lipsindu-i decorațiunile maure, fiind amplasată la capătul unei curți în loc de aliniată cu strada, aceste caracteristici arhitecturale sugerează că a fost construită în a doua jumătate a secolului al XIX-lea.
Inițial, sinagoga a servit drept loc de închinare pentru cei care urmau ritul spaniol. În 1905, sinagoga sefardă situată în Cetate a fost demolată pentru a face loc construcției sediului comunității. Astfel, sinagoga de pe strada Ecaterina Teodoroiu a rămas singurul loc de rugăciune pentru cei care doreau să urmeze tradiția spaniolă.
Sinagoga a funcționat până în anii 1950, după care a intrat în stadiu de degradare. După încetarea funcționării sinagogii sefarade, mobilierul și unele obiecte de cult, inclusiv parohetul din fața chivotului, au fost salvate și depozitate în casa de rugăciune de lângă Sinagoga Nouă. Printre aceste obiecte de valoare se număra o perdea bogat brodată, care a fost păstrată timp de mai multe decenii într-o cutie, iar ulterior a fost restaurată. În prezent, aceasta este expusă în curtea sediului Comunității Cetate, situat pe Strada Mărășești nr. 10. De-a lungul timpului, clădirea a suferit transformări semnificative, fiind în cele din urmă complet reconvertită și utilizată în prezent ca biserică adventistă.